# Кытатский сельсовет
Кытатский сельсовет — сельское поселение в Большеулуйском районе Красноярского края.
Административный центр — посёлок Кытат.

## Население
| 2010 | 2012 | 2013 | 2014 | 2015 | 2016 | 2017 |
| ---- | ---- | ---- | ---- | ---- | ---- | ---- |
| 601  | ↘587 | ↘535 | →535 | ↘410 | ↘401 | ↘396 |

## Состав сельского поселения
В состав сельского поселения входят 3 населённых пункта:
| № | Населённый пункт | Тип населённого пункта          | Население |
| - | ---------------- | ------------------------------- | --------- |
| 1 | Беловка          | деревня                         | 3         |
| 2 | Кытат            | посёлок, административный центр | #Н/Д      |
| 3 | Шарыповка        | деревня                         | 6         |

В 2014 году посёлок Таежка исключён из Кытатского сельсовета и включён в Бобровский сельсовет.

## Местное самоуправление
Кытатский сельский Совет депутатов
Дата избрания14.03.2010. Срок полномочий: 5 лет. Количество депутатов: 7
Глава муниципального образования
- Надулишняк Наталья Михайловна. Дата избрания: 14.03.2010. Срок полномочий: 5 лет